# Daniele Secci
Daniele Secci (* 9. März 1992 in Rom) ist ein italienischer Kugelstoßer.

## Werdegang
Secci feierte seinen ersten Erfolg beim Europäischen Olympischen Sommer-Jugendfestival 2009 in Tampere, wo er hinter Lukas Weisshaidinger Silber gewann. Im gleichen Jahr wurde er bei den Leichtathletik-Jugendweltmeisterschaften 2009 in Brixen Elfter. 2010 startete er bei den Leichtathletik-Juniorenweltmeisterschaften 2010 im kanadischen Moncton und erreichte den 15. Platz mit einer Weite von 18,25 m. Bei den Leichtathletik-Junioreneuropameisterschaften 2011 im estnischen Tallinn gewann Secci im Kugelstoßen mit einer Weite von 20,45 m die Silbermedaille hinter dem Polen Krzysztof Brzozowski.
Bei den Italienischen Meisterschaften 2014 gewann Secci beide Titel. Bei der Leichtathletik-Team-Europameisterschaft 2014 startete er in der Super League und erreichte im Kugelstoßen mit 17,32 m den 11. Platz.